# Pleinfelder Tor

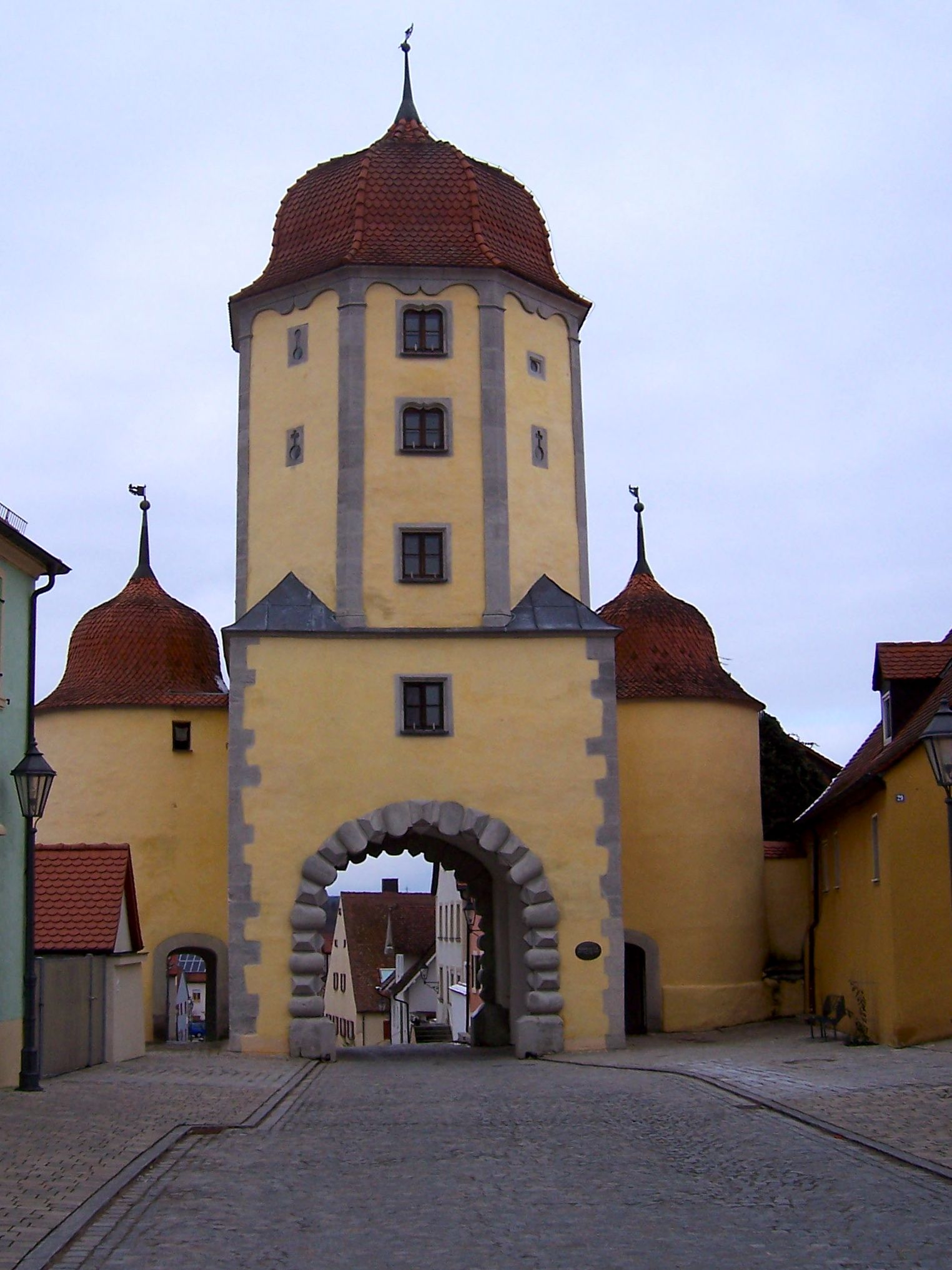
Pleinfelder Tor von der Pleinfelder Straße aus gesehen

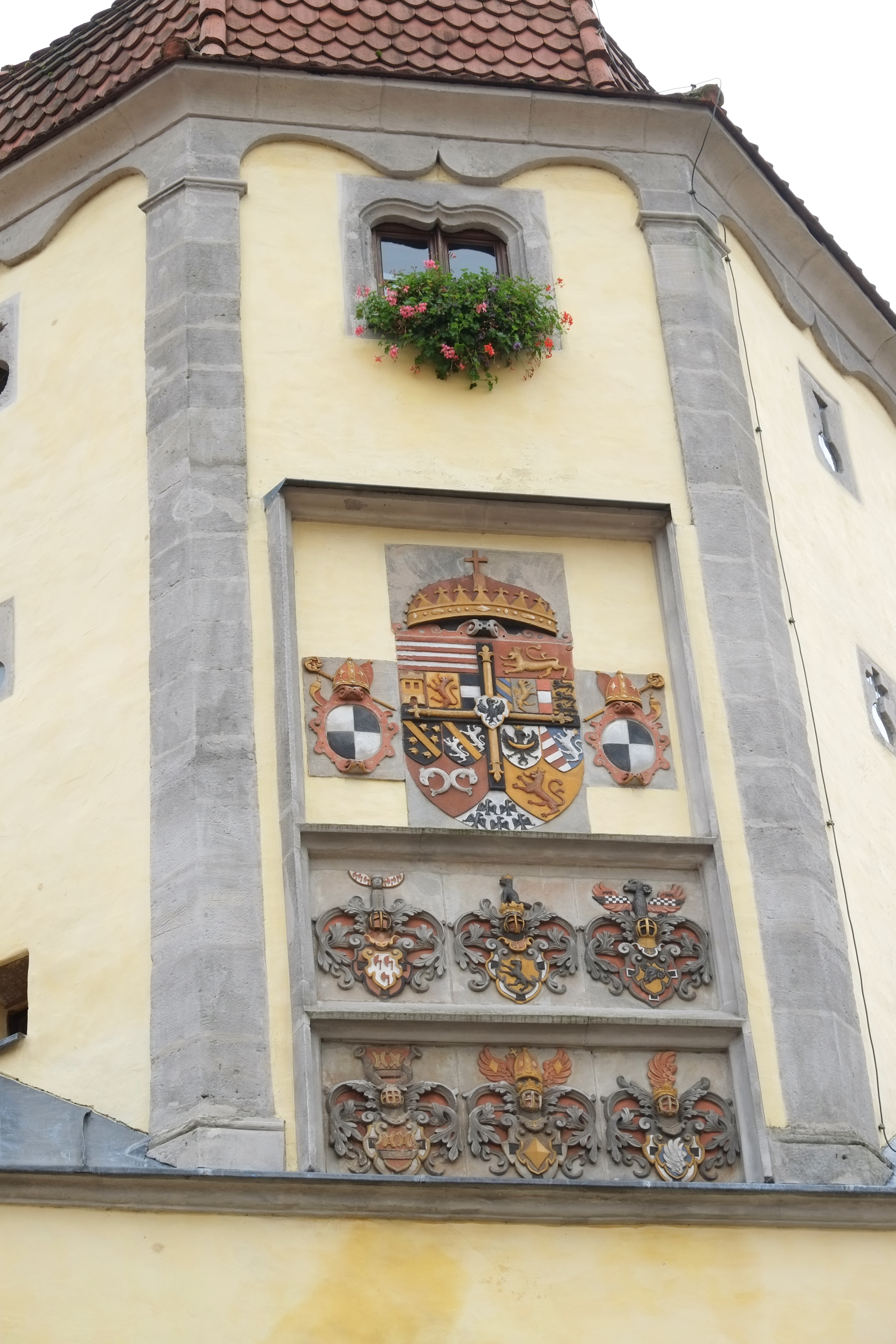
Wappen am Torturm

Das Pleinfelder Tor ist das letzte existierende Stadttor der ehemaligen Stadtbefestigung der Stadt Ellingen im mittelfränkischen Landkreis Weißenburg-Gunzenhausen. Das Tor hat die Adresse Pleinfelder Straße 31 und befindet sich im Norden der Ellinger Altstadt. Das Gebäude ist unter der Denkmalnummer D-5-77-125-68 als Baudenkmal in die Bayerische Denkmalliste eingetragen.
Das Pleinfelder Tor markiert das Ende der Pleinfelder Straße und den Beginn der Straße Rosental. Das Tor liegt im Norden der Ellinger Altstadt östlich des Schlossparks auf einer Höhe von 398 m ü. NHN.
Das Vorgängerbau stammte aus dem 16. Jahrhundert; das jetzige frühbarocke Gebäude stammt aus dem Jahr 1660 und ist damit der älteste Teil der Stadtbefestigung. Auf dem höchsten Punkt der Ellinger Altstadt befindet sich der Torturm, der von zwei Rundtürmchen flankiert wird. Das massive Pleinfelder Tor ist mit dem Wappen des Deutschen Ordens geschmückt. Im Tor befinden sich heute ein Heimatmuseum und ein Spielzeugmuseum. Das Gebäude ist Teil des Ellinger Barockrundwegs.